# پالیدوتومی
پالیدوتومی(به انگلیسی: Pallidotomy) یک روش جراحی مغز و اعصاب است که در آن یک کاوشگر الکتریکی کوچک در globus pallidus (یکی از گانگلیون‌های بازال) قرار می‌دهند که می‌تواند در ۶۰ ثانیه ۸۰ درجه سانتی گراد گرم شود و به منظور از بین بردن یک منطقه کوچکی از سلول‌های مغزی مورد استفاده قرار می‌گیرد.
پالیدوتومی جایگزین مناسبی برای تحریک کننده‌های عمیق مغزی در درمان حرکات غیر ارادی که به عنوان دیسکینزی شناخته می‌شوند، می‌باشد. دیسکینزی می‌تواند به عنوان یکی مشکل افراد مبتلا به پارکینسون بعد از مصرف طولانی مدت لوودوپا(levodopa) محسوب شود. این نوع از دیسکینزی، با عنوان دیسکینزی ناشی از لوودوپا(levodopa-induced dyskinesia) شناخته می‌شود.

## تاریخچه
این عمل جراحی توسط دکتر Hirotaro Narabayashi پیشگام شد.